# 2- برومو البروبان
2- برومو بروبان (بالإنجليزية: 2-Bromopropane)‏، يعرف أيضًا باسم «بروميد الأيزو بروبيل» و«2- بروبيل البروميد»، وهو عبارة عن مادة هيدروكربونية مهلجنة صيغته CH3CHBrCH3. وهو سائل عديم اللون، ويستخدم هذا المركب لإدخال المجموعة الوظيفية أيزو بروبيل في التخليق العضوي. ويتم تحضير هذا المركب عن طريق تسخين الأيزوبروبانول مع حمض الهيدروبروميك.

## تحضيره
مركب 2- برومو بروبان متوفر تجاريًا. ويمكن أن يتم تحضيره بالطريقة المعتادة لبروميدات الألكيل من خلال تفاعل الأيزوبروبانول مع الفوسفور والبروم،  أو مع ثلاثي بروميد الفوسفور .

## تفاعلاته
تتواجد ذرة البروم في الموضع الثانوي، مما يسمح للجزيء بأن يمر بهلجنة نزع الماء بسهولة وذلك لإعطاء البروبين، الذي يتحرر على هيئة غاز. وبالتالي، فإن هذه المادة المتفاعلة تستخدم جنبًا إلى جنب مع القواعد متوسطة القوة، مثل كربونات البوتاسيوم بدلًا من القواعد القوية .

## الأمان (السلامة)
عوامل الألكلة غالبًا ما تكون مسببة للسرطان .

## قراءات إضافية
- M G. Gergel “Excuse Me Sir, Would You Like to Buy a Kilo of Isopropyl Bromide?” Pierce Chemical Co. (1979). (story of start-up chemical company).